# Glossocardia calva
Glossocardia calva là một loài thực vật có hoa trong họ Cúc. Loài này được (Sch.Bip. ex Miq.) Veldkamp mô tả khoa học đầu tiên năm 1991.